# Zoltán Balczó
Dans le nom hongrois Balczó Zoltán, le nom de famille précède le prénom, mais cet article utilise l’ordre habituel en français Zoltán Balczó, où le prénom précède le nom.
Zoltán Balczó ([bɒltsoː], né le 1er janvier 1948 à Nyíregyháza) est un homme politique hongrois, membre du Mouvement pour une meilleure Hongrie (Jobbik).

## Biographie
Zoltán Balczó est membre du Parlement européen de 2009 à 2010, date à laquelle il est élu député national et nommé vice-président de l'Assemblée nationale hongroise. Il est à nouveau député européen depuis les élections européennes de 2014.
Il a deux enfants et est le frère de András Balczó, champion olympique de pentathlon moderne.